# Jesús Alcántar
 (octobre 2024).
Jesús Alberto Alcántar Rodríguez, né le 30 juillet 2003 à Caborca, est un footballeur international mexicain. Il joue au poste de défenseur central au Club Necaxa.

## Biographie

### En club
Né à Caborca dans l'état de Sonora, il débute le football à Cimarrones de Sonora. En 2020, il part au Club Necaxa. Il joue son premier match le 13 février 2022 contre Cruz Azul. Le 21 juillet 2022, il est prêté pour une saison au Sporting B avec lequel il joue 22 match et inscrit 2 buts .

### En sélection
En juin 2022, il est sélectionné avec les moins de 20 ans pour le championnat de la CONCACAF des moins de 20 ans. Il dispute 5 matchs dans le tournoi et le Mexique sort du quart de finale contre Guatemala. 
Il joue son premier match avec la Sélection le 31 mai 2024 lors d'une rencontre amicale contre la Bolivie à Soldier Field en entrant à la 85' et le Mexique l'emporte 1-0. 